# Caspian (Michigan)
Caspian è un comune degli Stati Uniti d'America, situato nello Stato del Michigan, nella contea di Iron.